# Shinichirō Sakurai
Shinichirō Sakurai (櫻井 眞一郎, Sakurai Shin'ichirō) est un ingénieur automobile né le 3 avril 1929 à Yokohama, dans la préfecture de Kanagawa et mort le 17 janvier 2011 dans l'arrondissement de Setagaya à Tokyo. Il est notamment connu pour être à l'origine de la lignée des Nissan Skyline.